# Улица Сибстройпути
Улица Сибстройпути́ (также улица Сибстройпу́ть, на указателях — улица Сибстро́й путь) — улица в Новосибирске, претендент на звание самой короткой улицы в России.

## Описание
Улица Сибстройпути, состоящая из трёх домов, находится в Калининском районе Новосибирска на пересечении улиц Новая Заря и Олеко Дундича (между улицами Новая Заря и Дениса Давыдова). Длина улицы составляет около 40 метров, что на 8 метров меньше, чем у московской улицы Венецианова, считавшейся российским рекордсменом по этому показателю до 2011 года. Неотмеченная на картах улица Сибстройпути была «обнаружена» картографами 2ГИС осенью 2011 года во время составления электронной карты города.
Первые упоминания об этой улице датируются 1956 годом — в то время она считалась «улицей-самовольщиком» (т. е. названная проживающими на ней людьми без ведома властей). Названа в честь железнодорожного треста, в котором работали первые жители улицы Сибстройпути.